# Deo Juvante II (яхта)
Deo Juvante II — бывшая яхта правящей семьи Монако.

## История
Была построена в Великобритании, в годы второй мировой войны служила в составе Британских ВМС. В 1956 году была подарена на свадьбу князю Ренье III и актрисы Грейс Келли от Аристотеля Онассиса. Яхту назвали Deo Juvante II и на ней молодожены провели медовый месяц. В 1958 году яхта была продана. В настоящее время под названием M/Y Grace принадлежит и управляется компанией Quasar.

## Конструкция
Имеет 9 кают вместимостью до 18 пассажиров (2 одноместных люкс, 2 двухместных люкс и 5 Премиум Каюты). На судне есть отдельные столовые, камбуз, библиотека, бар/гостиная, солярий, джакузи.

## Знаменитые посетители
Кроме княжеской семьи на борту корабля побывали: сэр Джордж Тилли, Аристотель Онассис, Уинстон Черчилль и другие.